# Черковна (Силістринська область)
Черко́вна (болг. Черковна) — село в Силістринській області Болгарії. Входить до складу общини Дулово.

## Населення
За даними перепису населення 2011 року у селі проживали 578 осіб.
Національний склад населення села:
| Національність   | Кількість осіб | Відсоток |
| ---------------- | -------------- | -------- |
| цигани           | 364            | 64,0%    |
| турки            | 48             | 8,4%     |
| інша             | 128            | 22,5%    |
| Всього відповіли | 569            |          |

Розподіл населення за віком у 2011 році:
Динаміка населення: